# Premio Faraglioni
Il Premio Faraglioni, ideato e organizzato dai fratelli Damino della Capri Arte, è un riconoscimento concesso a un personaggio che si sia distinto nel campo della cultura dell'arte o dello spettacolo. 

## Storia
Il Premio nasce nel 1994; vuole premiare un grande artista che, per la sua attività, si sia distinto nel suo campo a livello nazionale e internazionale.
La scelta del premiato viene realizzata su indicazioni scaturite da un gruppo di personalità della cultura e dello spettacolo, che presenta una rosa di candidati.
Albo d'oro del premio Faraglioni, dalla sua istituzione ad oggi:
- 1994  Giuseppe Di Stefano
- 1995  Alberto Sordi
- 1996  Peppino Di Capri
- 1997  Gigi Proietti
- 1998  Ernesto Calindri
- 1999  Carla Fracci
- 2000  Claudia Cardinale
- 2001  Dino De Laurentiis
- 2002  Pippo Baudo
- 2003  Renzo Arbore
- 2004  Lucio Dalla
- 2005  Bruno Vespa
- 2006  Carlo Verdone
- 2007  Al Bano
- 2008  Paolo Villaggio
- 2009  Andrea Bocelli[1]
- 2010  Lino Banfi
- 2011  Gino Paoli
- 2012  Ornella Vanoni
- 2014  Giancarlo Giannini
- 2015  Riccardo Cocciante
- 2016  Roberto Vecchioni
- 2017  Michele Placido
- 2018  Antonello Venditti
- 2019  Massimo Ranieri
- 2020  Edizione sospesa per Covid.
- 2021 Francesco De Gregori
- 2022 Riccardo Muti
- 2023 Paolo Sorrentino

Il programma della serata prevede la proiezione di un documentario che illustra il percorso artistico del personaggio, una intervista, una sua esibizione, interventi di altri personaggi famosi e la consegna finale del premio.
Il premio Faraglioni, ideato e organizzato dai fratelli Aldo e Bruno Damino,è rappresentato da una scultura in argento, raffigurante i faraglioni di Capri, realizzata da maestri argentieri napoletani.